# Beringovo more
Beringovo more je rubno more na sjevernom kraju Tihog oceana, između Sjeverne Amerike i Azije.

## Zemljopis
Ovo se more nalazi između zapadne obale Aljaske (SAD) i istočne obale Sibira (Rusija). Na sjeveru je Beringovim prolazom spojeno s Arktičkim oceanom. Na jugu granicu s Tihim oceanom predstavlja niz aleutskih otoka (SAD) koji se na zapadu nadovezuju na Komandorske otoke (Rusija). Komandorski otoci su samostalna grupa otoka jer su od Aleuta odvojeni dubokim jarkom. Na zapadu Beringovo more završava na obalama sjevernog dijela poluotoka Kamčatke. More je hladno. Ljetna temperatura ne ide preko 10°C, a zimska pada ispod -8°C.

## Povijest
Prije oko 10.000 godina, potkraj zadnjeg ledenog doba, razina mora bila je oko 125m niža. Na krajnjem sjeveru Beringovog mora (Beringov prolaz) nalazio se prohodan kopneni most Beringija koji je spajao Aziju i Ameriku. Na jugu je postojao još i Beringov most koji je išao duž Aleuta i Komandorskih otoka. On je bio presječen dubokim jarkom između ove dvije otočne grupe, a istočno od Kamčatke i sjevernim ogrankom Kurilskog jarka dubokim i do 5.139 m. Prema danas prihvaćenim teorijama, preko ta dva "mosta" su stigli prvi doseljenici u Ameriku.
Beringovo more, koje je 1648. otkrio Semjon Dežnjev, dobilo je ime po danskom prirodoslovcu Beringu koji je 1741. po nalogu cara Petra Velikog plovio tim vodama da provjeri postoji li kopnena veza između Azije i Amerike.

## Vanjske poveznice
|  | Zajednički poslužitelj ima još gradiva o temi Beringovo more |